# 신혼은 아름다워
《신혼은 아름다워》은 대한민국 KBS 제2TV에서 방영한 바 있는 신혼여행 버라이어티 프로그램이다. 제주도에서 실제 신혼부부를 게스트로 초대해 게임과 장기자랑,퀴즈를 진행하는 오락프로그램이다. 초대 메인 진행자는 이수만이었고, 그 뒤를이어 아나운서 이상벽이 바통을 이어 받았다.
게임 진행을 맡은 보조MC는 개그맨 서성대였다.